# Ото IV (Бранденбург)
Вижте пояснителната страница за други личности с името Ото IV.
Ото IV „със стрелата“ (на немски: Otto IV, „mit dem Pfeil“, * ок. 1238, † 27 ноември 1308 или 1309) от род Аскани е маркграф на Бранденбург като сърегент от 1266 г. до смъртта си като сърегент с братята му Йохан II и Конрад I. Освен това той е минезингер.
Ото IV е вторият син на маркграф Йохан I от Бранденбург (1213 – 1266) и първата му съпруга София Датска (1217 – 1247), дъщеря на крал Валдемар II от Дания и Беренгария Португалска (1194 – 1221), дъщеря на крал Санчо I от Португалия. По бащина линия той е внук на Албрехт II и на Матилда от Гройтч от род Ветини.
През 1266 г. той става сърегент на Маркграфство Бранденбург заедно с братята си Йохан II († 1281) и Конрад I († 1304; бащата на маркграф Валдемар). Ото IV е доминиращият от тримата братя.
През 1273 г. тримата братя издават документ, в който пишат за преместването на манастир Мариензе в Хорин, както искал баща им.
През 1278 г. Ото IV води война в Унгария на страната на чичо си Отокар II от Бохемия и след това против немския крал Рудолф I. През 1278 г. Отокар е убит в битката на Моравското поле и Ото IV става опекун на неговия седемгодишен син Вацлав II и го държи затворен като заложник в Берлин-Спандау от 1279 г. и го освобождава срещу пари и отстъпване на територии през 1283 г. Вацлав II има по-късно добри контакти с Ото.
Той успява да постави брат си Ерих (1242 – 1295) за архиепископ на Магдебург (1283 – 1295).
Ото IV купува през 1291 г. Маркграфство Ландсберг и 1292 г. пфалцграфство Саксония.
През 1296 г. бранденбургските Аскани започват война против Пшемисъл II, който завладял Померания. През 1298 г. Ото IV участва в свалянето на крал Адолф I, но не и в последвалия поход против него.
През 1303 г. Ото купува Марк Лужица от Дицман фон Лужица.
Ото IV е женен два пъти, но умира бездетен. През 1262 г. той се жени за Хайлвиг (1251 – 1305), дъщеря на Йохан I († 1263) от Холщайн и на Елизабет Саксонска († 1293/1306), дъщеря на херцог Албрехт I от Саксония. Тя умира през 1305 г. През 1308 г. той се жени за Юта, вдовица на Дицман фон Лужица († 1307) и дъщеря на граф Бертхолд VIII фон Хенеберг († 1284). Юта умира след него през 1315 г.
Ото IV умира през края на 1308 г. и е погребан в църквата на основания от баща му през 1258 г. манастир Хорин.